# Alda Teodorani
Alda Teodorani je italská spisovatelka hororové, fantasy a erotické literatury. Jako spisovatelka italského roman noiru, kombinuje v tomto duchu žánry hororu a noiru, se silnou příměsí erotiky.

## Knihy
- Giù, nel delirio (Granata Press, 1991);
- Le Radici del male (Granata Press, 1993);
- Il segno di Caino (Datanews, 1995);
- Labbra di sangue (Datanews, 1997);
- Sesso col coltello (Stampa Alternativa, 2001);
- Organi (Stampa Alternativa, 2002);
- Cruautés (Naturellement, 2002);
- Le Radici del Male (Addictions 2002);
- Belve (Addictions, 2003);
- La Signora delle torture (Addictions, 2004);
- Incubi (Halley Edizioni, 2005);

- Bloody Rainbow (Hacca, 2006);
- I sacramenti del male, (Il Giallo Mondadori 2008);
- L'Isola (Les Editions de l'Antre, 2011);
- Belve - Final Cut (Cut-Up, 2011);
- Gramsci in cenere (Stampa Alternativa, 2016);
- La Collezionista di organi (Profondo Rosso, 2016); Snake - Il vampiro della città morta (Watson Edizioni, 201oznámky